# أكرم أل
أكرم أل (بالتركية: Ekrem Al)‏ هو مدرب كرة قدم ولاعب كرة قدم تركي، ولد في 1955 في طرابزون في تركيا.

## وصلات خارجية
- أكرم أل على موقع اتحاد تركيا (مدرب) (الإنجليزية)
- أكرم أل على موقع قاعدة بيانات كرة القدم.إي يو (الإنجليزية)
- أكرم أل على موقع عالم كرة القدم.نت (الإنجليزية)